# Arma de destruição em massa
Uma arma de destruição em massa ou arma de destruição maciça (ADM) é uma arma capaz de causar um número elevado de mortos numa única utilização. Esta designação é atribuída a armas nucleares, a armas químicas, a armas biológicas, e a armas radiológicas. Na maioria dos casos, o uso de tais armas constitui crimes de guerra, tanto pela crueldade e sofrimento proporcionado pelas tais armas (especialmente as químicas e biológicas) e pela grande quantidade inevitável de mortes civis, quanto por limitar a capacidade do inimigo se defender ou contra-atacar.

## Armas nucleares
São exemplos de armas nucleares de destruição em massa a bomba atómica/nuclear, baseada na fissão descontrolada de isótopos radioativos de metais superpesados, e a bomba de hidrogénio/termonuclear, baseada na fusão nuclear descontrolada de deutério e trítio, e portanto centenas de vezes mais poderosa que uma bomba nuclear comum. 
Em termos bélicos, apenas duas bombas atômicas foram detonadas com objetivos militares até hoje: a primeira, em Hiroshima, e, a segunda, em Nagasaki, ambas no Japão, em finais da Segunda Guerra Mundial.

## Visão religiosa

### Catolicismo
A Igreja Católica condena o uso de armas de destruição em massa, conforme consta no parágrafo 509 do Compêndio da Doutrina Social da Igreja.